# Aphaobius ninae
Aphaobius ninae – gatunek chrząszcza z rodziny grzybinkowatych i podrodziny zyzkowatych.

## Taksonomia
Gatunek ten opisany został po raz pierwszy w 2023 roku przez Piera M. Giachino na łamach „Bollettino della Società Entomologica Italiana”. Jako miejsce typowe wskazano jaskinię Zaklonišče Tekstilindusa w słoweńskim Kranj.

## Morfologia
Chrząszcz o ciele długości od 2,7 do 2,9 mm. Ubarwienie ma w całości brązowawoceglaste z długim, skąpym półwzniesionym owłosieniem żółtego koloru na przedpleczu i pokrywach.
Głowa jest bezoka, o porośniętych długimi, półwzniesionymi szczecinkami czole i nadustku. Cienkie czułki sięgają do ostatniej ćwiartki pokryw.
Dwukrotnie szersze niż dłuższe, najszersze tuż przed nasadą przedplecze ma równomiernie na przedzie zakrzywione i zakrzywione przy tylnych kątach krawędzie boczne, niezaokrąglone i prawie zaostrzone kąty tylne oraz wyraźnie mikrorzeźbioną i lekko ziarenkowaną powierzchnię. Owalne w zarysie, u nasady nieco szersze od przedplecza pokrywy mają osobno zaokrąglone wierzchołki i wysklepiony dysk z poprzecznym rowkowaniem, pozbawiony rządków przyszwowych. Stosunek szerokości do długości pokryw wynosi 0,71. Śródpiersie ma wysokie, pozbawione ząbka żeberko o dwufalistym brzegu przednim i wklęsłym brzegu tylnym. Dość grube odnóża wieńczą niezmodyfikowane pazurki. Stopy nie są u samców rozszerzone.
Genitalia samca mają duży edeagus o płacie środkowym grubym, z prawie równoległymi w widoku grzbietowym bokami oraz szeroką, bardzo nieznacznie zaokrągloną, nienabrzmiałą i na szczycie nieściętą częścią wierzchołkową. Patrząc od góry endofallus zwiera Y-kształtny element nasadowy i duży, X-kształtny element odsiebny. Cienkie i delikatnie zakrzywione dowewnętrznie paramery dorównują długością płatowi środkowemu lub są nieco dłuższe.

## Ekologia i występowanie
Owad palearktyczny, endemiczny dla Słowenii, znany tylko z częściowo przerobionej na kopalnię jaskini Zaklonišče Tekstilindusa koło stacji kolejowej w Kranj. Współwystępuje tam z chrząszczami:  Anophthalmus egonis, Laemostenus schreibersi i Cryptophagus scutellatus.